# МКС-69
МКС-69 — шістдесят дев'ятий довготривалий екіпаж Міжнародної космічної станції. Його робота розпочалась 28 березня 2023 року з моменту відстиковки від станції корабля Союз МС-22 та тривала понад 182 дні. Експедиція складалась із декількох етапів — на станції працювали екіпажі кораблів Союз МС-23, SpaceX Crew-6, SpaceX Crew-7 та Союз МС-24. Завершилась експедиція з моменту від'єднання від станції корабля Союз МС-23.

## Екіпаж
На першому етапі (з 28 березня до 18 серпня) у складі експедиції пацювалии 7 космонавтів, це екіпажі кораблів Союз МС-22 та SpaceX Crew-6. 27 серпня до станції прибув корабель SpaceX Crew-7 із чотирма космонавтами. 3 вересня від МКС від'єднався корабель SpaceX Crew-6 із чотирма космонавтами. 15 вересня прибув корабель Союз МС-24 із трьома космонавтами, на станції стало 10 осіб. Експедиція завершилась 27 вересня з моменту від'єднання від МКС корабля Союз МС-23.
| Політ                                 | Космонавт                                 | 69a                | 69b               | 69c               | 69d                | Перехід до 70a |               |
| Політ                                 | Космонавт                                 | 28.03 — 27.08.2023 | 27.03 — 3.09.2023 | 3.09 — 15.09.2023 | 15.09 — 27.09.2023 | 27.09.2023     |               |
| ------------------------------------- | ----------------------------------------- | ------------------ | ----------------- | ----------------- | ------------------ | -------------- | ------------- |
| Союз МС-23/69S (Приліт на Союз МС-22) | Сергій Прокоп'єв, Роскосмос Дрйгий політ  | Командрир          | Командрир         | Командрир         | Командрир          | Поза станцією  |               |
| Союз МС-23/69S (Приліт на Союз МС-22) | Дмитро Петелін, Роскосмос П'ятий політ    | Бортінженер        | Бортінженер       | Бортінженер       | Бортінженер        | Поза станцією  |               |
| Союз МС-23/69S (Приліт на Союз МС-22) | Франсіско Рубіо, NASA Перший політ        | Бортінженер        | Бортінженер       | Бортінженер       | Бортінженер        | Поза станцією  |               |
| SpaceX Crew-6                         | Стівен Боуен, NASA Четвертий політ        | Бортінженер        | Бортінженер       | Поза станцією     | Поза станцією      | Поза станцією  | Поза станцією |
| SpaceX Crew-6                         | Воррен Гобург, NASA Перший політ          | Бортінженер        | Бортінженер       | Поза станцією     | Поза станцією      | Поза станцією  | Поза станцією |
| SpaceX Crew-6                         | Султан Аль-Нейаді, MBRSC Перший політ     | Бортінженер        | Бортінженер       | Поза станцією     | Поза станцією      | Поза станцією  | Поза станцією |
| SpaceX Crew-6                         | Андрій Федяєв, Роскосмос Перший політ     | Бортінженер        | Бортінженер       | Поза станцією     | Поза станцією      | Поза станцією  | Поза станцією |
| SpaceX Crew-7                         | Жасмин Могбелі, NASA Перший політ         | Поза станцією      | Бортінженер       | Бортінженер       | Бортінженер        | Бортінженер    |               |
| SpaceX Crew-7                         | Андреас Могенсен, ЕКА Другий політ        | Поза станцією      | Бортінженер       | Бортінженер       | Бортінженер        | Командир       |               |
| SpaceX Crew-7                         | Сатосі Фурукава, JAXA Другий політ        | Поза станцією      | Бортінженер       | Бортінженер       | Бортінженер        | Бортінженер    |               |
| SpaceX Crew-7                         | Костянтин Борисов, Роскосмос Перший політ | Поза станцією      | Бортінженер       | Бортінженер       | Бортінженер        | Бортінженер    |               |
| Союз МС-24/70S                        | Олег Кононенко, Роскосмос П'ятий політ    | Поза станцією      | Поза станцією     | Поза станцією     | Бортінженер        | Бортінженер    |               |
| Союз МС-24/70S                        | Микола Чуб, Роскосмос Перший політ        | Поза станцією      | Поза станцією     | Поза станцією     | Бортінженер        | Бортінженер    |               |
| Союз МС-24/70S                        | Лорел О'Хара, NASA Перший політ           | Поза станцією      | Поза станцією     | Поза станцією     | Бортінженер        | Бортінженер    |               |
| Джерело:                              |                                           |                    |                   |                   |                    |                |               |

## Хід місії
28 березня о 09:57 (UTC) від станції від'єднався корабель Союз МС-22 без космонавтів на борту. З цього моменту розпочалась робота 69-ї експелиції у складі 7 осіб (екіпажі кораблів Союз МС-22 та SpaceX Crew-6).
6 квітня здійснено перестикування корабля Союз МС-23 з модуля «Поіск» до модуля «Прічал». Політ тривав 37 хв., він відбувався у пілотованому режимі, на борту корабля перебували Сергій Прокопьєв, Дмитро Петелін та Франциско Рубіо.
15 квітня о 15:05 (UTC) вантажний корабель SpaceX CRS-27 від'єдався від станції. За декілька годин він успішно приводнився в Мексиканській затоці біля берегів Флориди. Він доставив на Землю бл. 1950 кг корисного навантаження, серед якого переважно результати наукових експериментів.
19 квітня космонавти Сергій Прокопьєв та Дмитро Петелін здійснили вихід у відкритий космос, що тривав 7 год. 55 хв. Під час нього космонавти переставили радіатор з модуля «Рассвєт» до модуля «Наука».
21 квітня о 08:37 (UTC) вантажний корабель Cygnus місії NG-18 за допомогою крана Канадарм2 було від'єднано від МКС. Корабель був пристикований до станції понад 5 місяців. Невдовзі він згорів у щільних шарах атмосфери.
28 квітня космонавти Стівен Боуен та Аль-Нейаді здійснили вихід у відкритий космос тривалістю 7 год. 1 хв., під час якого займались маршрутизацією кабелів та встановленням ізоляції.
3 травня космонавти Сергій Прокоп'єв та Дмитро Петелін здвйснили вихід у відкритий космос тривалістю 7 год. 11 хв., під час якого встановили експериментний шлюз на модулі «Наука».
12 травня космонавти Сергій Прокоп'єв та Дмитро Петелін здвйснили вихід у відкритий космос тривалістю 5 год. 14 хв., під час якого розгорнули панелі радіатора на модулі «Наука» та виконали інші роботи.
22 травня до станції пристикувався корабель приватної місії Axiom Mission 2 із чотирма людьми на борту (космонавт Пеггі Вітсон та космічні туристи Джон Шофнер, Алі Аль-Карні та Райяна Барнаві).
24 травня до модуля «Поіск» станції пристикувався вантажний корабель Прогрес МС-23. Він оставив до МКС 2491 кг корисного навантаження, що включає паливо, питну воду, різноманітне обладнання та матеріали.
30 травня корабель місії Axiom Mission 2 із чотирма людьми на борту відстикувався від станції та за декілька годин успішно опустився поблизу Флориди.
6 червня о 09:54 (UTC) вантажний корабель SpaceX CRS-28 пристикувався до модуля «Гармоні» станції. Він доставив до МКС 9525 кг користного навантаження, що включає наукове обладнання, третю пару нових сонячних батарей iROSA тощо.
9 червня космонавти Стівен Боуен та Воррен Гобург здійснили вихід у відкритий космос, що тривав 6 год. 3 хв. Вони успішно встановили та розгорнули сонячну панель iROSA.
15 червня космонавти Стівен Боуен та Воррен Гобург здійснили вихід у відкритий космос, що тривав 5 год. 35 хв. Вони успішно встановили та розгорнули нову сонячну панель iROSA.
22 червня космонавти Сергій Прокопьєв та Дмитро Петелін здійснили вихід у відкритий космос, що тривав 6 год. 24 хв., під час якого виконано роботи щодо монтажу та демонтажу обладнання.
29 червня о 16:30 (UTC) вантажний корабель SpaceX CRS-28 від'єднався від станції та на наступний день успіщно опустився у води Атдантичного океану. Корабель доставив на Землю матеріали наукових експериментів.
4 серпня до станції пристикувався вантажний корабель Cygnus місії NG-19. Він доставив 3729 кг різноманітних вантажів.
9 серпня космонавти Сергій Прокопьєв та Дмитро Петелін здійснили вихід у відкритий космос, що тривав 6 год. 35 хв. Під час нього було прикріплено щити для захисту станції від космічного сміття та виконано інші роботи.
25 серпня до станції пристикувався вантажний корабель Прогрес МС-24. Він доставив 2495 кг корисного вантажу, серед якого паливо, питна вода, продукти харчування та різноманітне обладнання.
27 серпня о 13:16 (UTC) до станції пристикувався корабель SpaceX Crew-7 із чотирма космонавтами на борту (Жасмин Могбелі, Андреас Могенсен, Сатосі Фурукава та Костянтин Борисов). Загалом на МКС стало 11 космонавтів.
3 вересня о 11:05 (UTC) корабель SpaceX Crew-6 із чотирма космонавтами на борту (Стівен Боуен, Воррен Гобург, Султан Аль-Нейаді та Андрій Федяєв) від'єднався від станції після шестимісяної роботи екіпажу на МКС. У складі експедиції залшилось 7 осіб.
15 вересня о 18:53 (UTC) до станції пристикувався корабель Союз МС-24 із трьома космонавтами (Олег Кононенко, Микола Чуб та Лорел О'Хара).. У складі експедиції стало 10 осіб.
26 вересня відбулась церемонія зміни командира експедиції — Сергій Прокоп'єв передав ці обов'язки Андреасу Могенсену.
27 вересня о 07:54 (UTC) корабель Союз МС-24 із трьома космонавтами (Сергій Прокоп'єв, Дмитро Петелін та Франсіско Рубіо) від'єднався від станції та за декілька годин успішно приземлився на території Казахстану. На цьому завершалсь робота 69-ї експелиції. На МКС залишилось семеро космонавтів, які продовжили роботу у складі 70-ї експедиції.